# József Szécsényi
Pour les articles homonymes, voir Szécsényi.
Dans le nom hongrois Szécsényi József, le nom de famille précède le prénom, mais cet article utilise l’ordre habituel en français József Szécsényi, où le prénom précède le nom.
József Szécsényi (né le 10 janvier 1932 à Szegvár et mort le 21 mars 2017) est un athlète hongrois, spécialiste du lancer du disque.

## Biographie
József Szécsényi remporte la médaille de bronze du lancer du disque lors des championnats d'Europe de 1954, à Berne. Il se classe quatrième des Jeux olympiques de 1960 et cinquième des Jeux olympiques de 1964.

### Palmarès
| Date | Compétition           | Lieu  | Résultat | Épreuve          | Performance |
| ---- | --------------------- | ----- | -------- | ---------------- | ----------- |
| 1954 | Championnats d'Europe | Berne | 3e       | Lancer du disque | 51,58 m     |
| 1960 | Jeux olympiques       | Rome  | 4e       | Lancer du disque | 55,79 m     |
| 1964 | Jeux olympiques       | Tokyo | 5e       | Lancer du disque | 57,23 m     |

### Records
| Épreuve          | Performance | Lieu | Date |
| ---------------- | ----------- | ---- | ---- |
| Lancer du disque | 60,66 m     |      | 1962 |